# The Ritual
The Ritual je peti studijski album američkog thrash metal sastava Testament objavljen 15. svibnja 1992. godine. Posljednji je album s bubnjarom Louiejem Clementom i posljednji do albuma The Formation of Damnation s gitaristom Alexom Skolnickom.

## O albumu
The Ritual bio je snimljen 1991. i 1992. godine u studiju One on One Recording u Los Angelesu s producentom Tonyjem Plattom sa šest do sedam mjeseci za pisanje pjesama. Turnej albuma Souls of Black završila je u proljeću 1991. godine. Prvi je Testamentov alb koji nije bio objavljen godinu poslije objavljena prethodnog albuma. 
Glazba na albumu je sporija i melodičnija. Pjesme kao što "The Ritual" i "Return to Serenity" sadrži tehnički i progresivni elementi koji bio su na Practice What You Preach i Souls of Black. Louie Clemente, bubnjar sastava priznato glazbeno promjeno na albumu: "The Ritual je sporiji i usmjeren na stari stil metala dok je The Legacy bio čisti thrash. Zapravo, svako izdanje je bilo drugačije. Prirodno smo napredovali".
Na turneju albuma Testament svirao je sa sastavima Black Sabbath, Iron Maiden, White Zombie, Corrision of Conformity, Pro-Pain, D.R.I., Green Jellÿ, Body Count and GWAR. U kraju 1992. sastav napustio su Alex Skolnick i Louie Clemente. Zamijenio su James Murphy i John Tempesta koji sviarli na albumu Low.

## Popis pjesama
| 1.    | »Signs of Chaos«      |                            | Alex Skolnick           | 0:45 |
| 2.    | »Electric Crown«      | Chuck Billy, Skolnick      | Skolnick, Eric Peterson | 5:31 |
| 3.    | »So Many Lies«        | Billy, Peterson, Del James | Peterson, Skolnick      | 6:04 |
| 4.    | »Let Go of My World«  | Billy, James               | Peterson                | 3:45 |
| 5.    | »The Ritual«          | Billy, Skolnick            | Peterson, Skolnick      | 7:35 |
| 6.    | »Deadline«            | Billy, Skolnick            | Peterson, Skolnick      | 4:47 |
| 7.    | »As the Seasons Grey« | Billy, James               | Peterson, Skolncik      | 6:16 |
| 8.    | »Agony«               | Billy, James               | Peterson                | 4:07 |
| 9.    | »The Sermon«          | Billy, James               | Peterson                | 4:48 |
| 10.   | »Return to Serenity«  | Billy, Peterson, James     |                         | 6:25 |
| 11.   | »Troubled Dreams«     | Billy, Peterson, James     | Peterson, Skolnick      | 5:14 |
| 55:16 |                       |                            |                         |      |

## Objava
The Ritual završio je na 55. mjestu ljestvice Billboard 200–najvišoj poziciji do albuma Dark Roots of Earth koji završio je na 12. mjestu isti ljestvici. Također album sadrži jedini crtanji singl sastava "Return to Serenity" koji završio je na 22. mjestu ljestvice Mainstream Rock. Do lipnja 2007. godine The Ritual bio je prodan u više od 485.000 primjeraka u SAD-u.

## Zasluge
| Testament - Chuck Billy - vokal - Eric Peterson - gitara - Alex Skolnick - gitara - Greg Christian - bas-gitara - Louie Clemente - bubnjevi | Ostalo osoblje - Tony Platt - produkcija - Nigel Green - miks - Ulrich Wild - inženjer zvuka - Sarah Bedingham - inženjer zvuka - George Marino - mastering - William Benson - dizajn (naslovnica) - Don Brautigan - naslovnica - Mark Leialoha - fotografije - Larry Freemantle - dizajn |